# Turn on the Lights
"Turn on the Lights" é uma canção do rapper americano Future, lançada em 13 de abril de 2012 como o quarto single de seu álbum de estréia Pluto.
Alcançou o número 50 na Billboard Hot 100, numero 2 na R&B/Hip-Hop Songs, posição 4 nas Rap Songs e 1 em Top Heatseekers, sendo o single de maior sucesso do álbum. Complex nomeou a canção em 14 na lista das 50 melhores canções de 2012, e a Pitchfork Media nomeou em 49 na lista das 100 melhores faixas de 2012. Em agosto de 2013, a canção tinha vendido 686 mil cópias nos Estados Unidos.

## Desempenho nas paradas musicais
| Parada musical (2012)                        | Melhor posição |
| -------------------------------------------- | -------------- |
| Estados Unidos — Billboard Hot 100           | 50             |
| Estados Unidos — Billboard R&B/Hip-Hop Songs | 2              |
| Estados Unidos — Billboard Rap Songs         | 4              |